# Blakumen
Blakumen o Blökumenn fueron un pueblo mencionado en la fuentes escandinavas de entre los siglos XI y XIII. El nombre de su tierra, Blokumannaland, también aparece en las mismas. Victor Spinei, Florin Curta, Florin Pintescu y otros historiadores los asocian con los rumanos (como una variación del exónimo vlach), mientras que Omeljan Pritsak argumenta su identificación como cumanos. Judith Jesch añade la posibilidad de que el término significara "hombres negros", cuyo significado no está claro. Los historiadores han localizado Blokumannaland como las tierras al sur del Bajo Danubio habitadas por vlachs en la Edad Media, añadiendo que el término podría referirse a Valaquia o a África  en islandés.

## Blakumen en la piedra rúnica G134

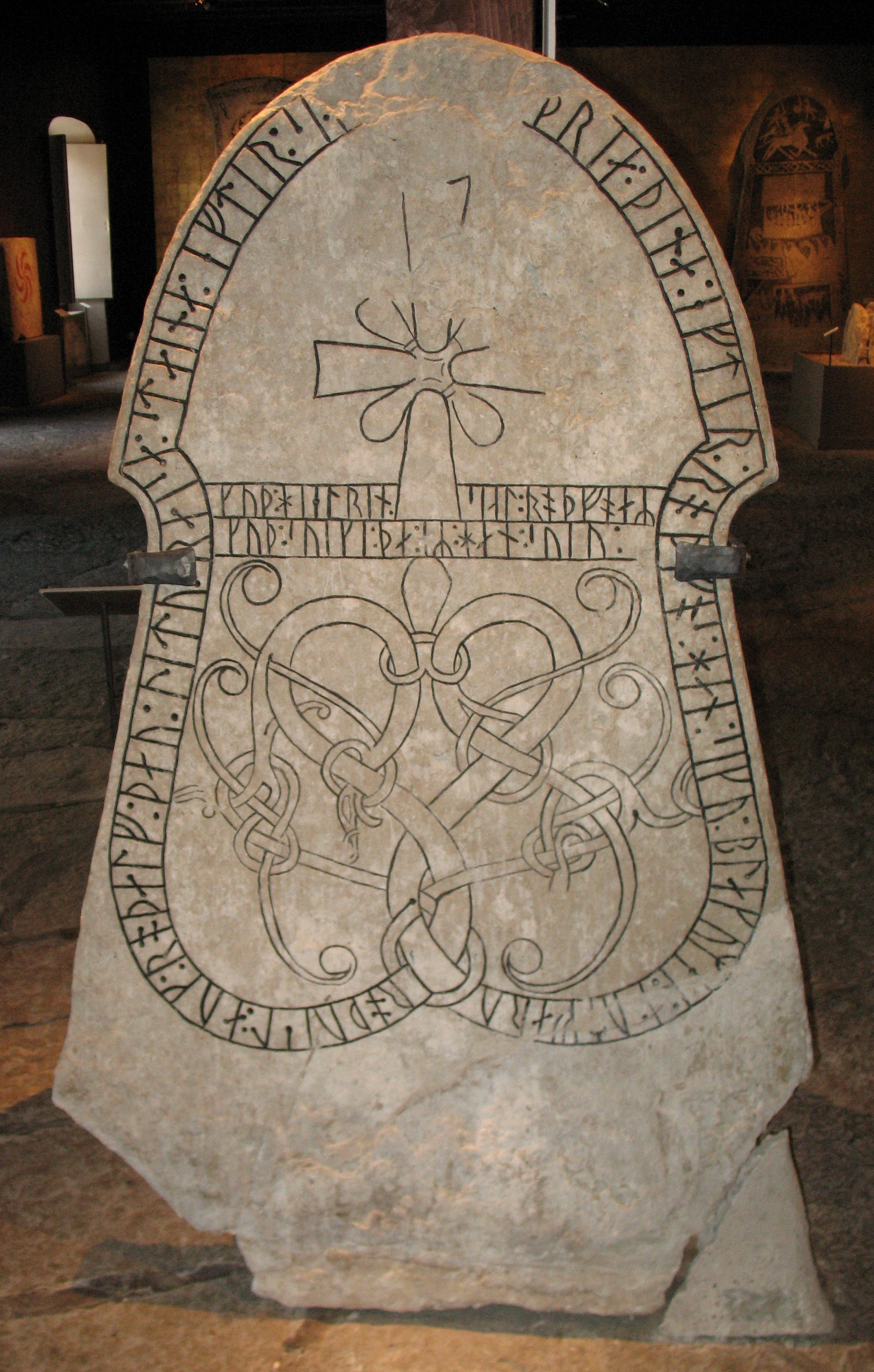
Piedra rúnica G134.

El único ejemplo preservado de la variante Blakumen del etnónimo es una inscripción sobre una piedra rúnica en el cementerio de Sjonhem en Gotlandia (Suecia). La morfología de las runas sugieren que fue erigida aproximadamente en el 1050.
De acuerdo a su inscripción, una pareja varega, Hróðvísl y Hróðelfr, erigieron la piedra en recuerdo de uno de sus hijos, Hróðfúss, asesinado traicioneramente por los Blakumen en una expedición.. Aunque la inscripción no contiene más información sobre el crimen, Spinei deduce que Hróðfúss fue asesinado por los vlachs en las regiones al este de los Cárpatos. Curta propone que Hróðfúss era un mercader que viajaba hacia Constantinopla que fue atacado por los vlachs al norte del Bajo Danubio. Jesch también cree que fuera un mercader, traicionado por mercaderes locales, traduciendo Blakumen por vlachs, comparando su traición con la reputación de pueblo poco fiable en los tratos de la que nos informa Cecaumeno. Jesch también apunta la posibilidad de que el término tenga como traducción "hombres negros", pero en este caso su significado no está claro.
Pritsak no está de acuerdo en identificar a los blakumen de la inscripción con los vlachs. En su opinión eran cumanos, cuya migración hacia las regiones más occidentales de las estepas pónticas comenzó alrededor de la época en que se erigió la piedra rúnica. Spinei, sin embargo, contradice esta opinión puesto que varias menciones de los blakumen o blökumen, como en la saga de Eymund, aparecen en contextos que tuvieron lugar décadas antes de la primera aparición de los cumanos en la estepa póntica. Asimismo afirma que si entienden como "hombres negros", entonces el término no concuerda con la terminología étnica varega (derivada de las tradiciones germánicas o eslavas orientales), tampoco se atestigua en otras lenguas (cumani nigri en latín o mauro Koumanoi en griego). La yuxtaposición de un adjetivo escandinavo y un nombre de origen griego o latino (ya que las lenguas germánicas designaban a los cumanos como walven) para producir Blakumen ("cumanos negros") es bastante improbable.

Hróðvísl y Hróðelfr, erigieron las piedras en memoria de sus tres hijos. Esta en memoria de Hróðfúss. Los blakumen le traicionaron en una expedición. Dios ayude al alma de Hróðfúss. Dios traicione a aquellos que le traicionaron.
Piedra rúnica G134.

## Blökumenn en el Flateyjarbók
Los blökumenn son mencionados en el Flateyjarbók, un manuscrito islandés de finales del siglo XIV, que preserva una biografía del rey Olaf II de Noruega. Esta obra contiene un capítulo aparte dedicado a las aventuras de un príncipe noruego, Eymund, en la corte del príncipe Jarizleifr de Nóvgorod. El capítulo narra como Eymund infoma a Jarizleifr de la partida del hermano de Jarizleifr, Burizlaf a Tyrkland, y que éste se preparaba para atacar a Jarizleifr con un gran ejército compuesto por tyrkir, blökumenn y otros pueblos. Curta, Spinei y otros investigadores han identificado a Jarizleifr con Yaroslav I el Sabio y a Burizlaf con Sviatopolk I de Kiev. Esgrimen que la referencia a los tyrkir y los blökumenn prueba que Sviatopolk I reclutó pechenegos y vlachs cuando decidió ir a la guerra contra Yaroslav. Añaden que tanto los blökumenn del Flateyjarbók como los blakumen de las piedra rúnica de Gotlandia era vlach de Moldavia o Valaquia.

"Era más fácil para [Burizlaf] el perder su estandarte que su vida," dijo Eymund, "y yo comprendí que escapó y ha estado en Tyrkland durante el invierno. Ahora tiene intención de conducir otro ejército contra [Jarizleifr]. Ha reunido un ejército imbatible con tyrkin, blökumen, y una gran variedad de detestables pueblos, y también he escuchado que tiene intención de renunciar a su fe cristiana y entregar los dos reinos a esas gentes desagradables si consigue tomar Rusia de ti , [Jarizleifr]".
Saga de Eymund..

## Blokumannaland
Blokumannaland es un territorio mencionado en el Heimskringla ("El círculo del mundo") de Snorri Sturluson del siglo XIII. El libro narra como el emperador bizantino Alejo I Comneno (llamado Kirjalax), invadió Blokumannaland, donde luchó contra tribus paganas. Al no haberse aclarado quiénes eran estos paganos, existe desacuerdo sobre la fecha de la invasión bizantina. Spinei identifica los acontecimientos con la batalla de Levounion del 1091, que terminó con una catastrófica derrota pechenega. Argumenta que Blokumannaland hace referencia al territorio habitado por los vlachs al sur del Bajo Danubio. Por su parte Sandaaker propone que la batalla tuvo lugar en 1040, y aun Ellis Davidson y Blöndal proponen 1122 como una fecha más tardía.  Alexandru Madgearu afirma que Sturluson menciona de manera anacrónica las tierras al sur del Bajo Danubio como Blokummanaland, como se llamaba al Segundo Imperio Búlgaro en su época. En el idioma islandés moderno, el término Blokumannaland puede hacer referencia a Valaquia o a África.

Lo siguiente ocurrió en Grecia, en el tiempo en el que el rey Kirjalax gobernaba allí y estaba en una expedición contra Blokumannaland. Cuando llego a los llanos de Pézína, un rey pagano avanzó contra él con una hueste irresistible. Tenían con ellos a una compañía de jinetes, y grandes carros con troneras.
Snorri Sturluson, Heimskringla.